# Монантес
Монантес (лат. Monanthes) — род небольших суккулентных растений, семейства Толстянковые (Crassulaceae), произрастающий на территории Макаронезии и Марокко.

## Название
Родовое латинское (научное) название Monanthes происходит от греческого слова monos — что означает «один», и anthos — что переводится как «цветок». Это объясняется малым количеством цветковых соцветий, хотя и встречаются случаи, когда они состоят из одного цветка.

## Систематика
Были проведены исследования для определения родства между различными видами растений рода Монантес, которые растут только на Канарских островах и Селваженше (согласно данным POWO, один вид также встречается в Марокко). Исследователи использовали разные методы, чтобы изучить их генетический материал и внешний вид.
Изученные данные показали, что не все виды рода Монантес имеют общего предка. Некоторые виды, такие как Monanthes icterica, оказались связаны с другим родом растений – Аихризон (Aichryson). Вид Monanthes polyphylla оказался ближайшим родственником многих других видов рода Монантес. Растение Monanthes muralis происходит от смешения генов двух разных растений. Виды Monanthes lowei, Monanthes minima, Monanthes brachycaulos, Monanthes laxiflora, Monanthes anagensis и Monanthes muralis являются близкими родственниками.
Также исследователи обнаружили, что взаимоотношения между различными формами роста растений рода Монантес (маленькие розетки, небольшие разветвленные кустарники и кусты с раскидистыми ветвями) зависят от того, какие растения выбраны для сравнения. Поэтому точное определение этих взаимоотношений требует дальнейших исследований.

## Таксономия
Monanthes Haw., первое упоминание в Saxifrag. Enum. 2: 68 (1821).

### Синонимы
Гетеротипные (основанные на разных номенклатурных типах):
- Petrophyes Webb & Berthel. (1841)

### Виды
Подтвержденные виды по данным сайта Plants of the World Online на 2023 год:
| Название                                                                   | Изображение | Описание | Природный ареал                                | Подвиды                                                                                          |
| -------------------------------------------------------------------------- | ----------- | --- | ---------------------------------------------- | ------------------------------------------------------------------------------------------------ |
| Monanthes anagensis Praeger — Монантес анагинский                          |             | Небольшой травянистый многолетний кустарник, высотой около 15 см, с обильной разветвленностью. Ветви серого цвета, извилистые и голые. Листья расположены по очереди, сидячие, голые, имеют линейно-эллиптическую форму, примерно 2,5 см в длину и 0,4 см в ширину. Они обычно зеленого цвета, но иногда могут приобретать красноватый оттенок. Цветки имеют диаметр около 1 см и отличаются зелено-желтой окраской с красноватыми тычиночными нитями и желтыми пыльниками. | Тенерифе (Канарские острова)                   |                                                                                                  |
| Monanthes atlantica Ball — Монантес атлантический                          |             | Многолетний кустарник, характеризующийся сильно разветвленными стеблями, образующими плотные дернины. Листья имеют лопатчатую форму, они ярко-зеленые, сочные и образуют розетки на верхушках побегов. Цветки желтые. | Марокко                                        |                                                                                                  |
| Monanthes brachycaulos (Webb & Berthel.) Lowe — Монантес короткостебельный |             | Небольшое многолетнее растение имеет утолщенное луковичное или цилиндрическое корневище, (каудекс), а его листья формируют розетку диаметром менее 3,5 см. Розетка может быть одиночной или иногда разветвленной, а также может образовывать более мелкие вторичные розетки. На концах тонких цветоносов, растущих из пазух нижних листьев, распускаются 5-10 мелких звездчатых цветков. | Канарские острова                              |                                                                                                  |
| Monanthes dasyphylla Svent.                                                |             | | Тенерифе (Канарские острова)                   |                                                                                                  |
| Monanthes icterica (Webb ex Bolle) Christ                                  |             | | Тенерифе, Гомера (Канарские острова)           |                                                                                                  |
| Monanthes laxiflora (DC.) Bolle — Монантес рыхлоцветковый                  |             | | Канарские острова                              |                                                                                                  |
| Monanthes lowei (A.Paiva) P.Pérez & Acebes                                 |             | | Селваженш                                      |                                                                                                  |
| Monanthes minima (Bolle) Christ                                            |             | | Тенерифе (Канарские острова)                   | - Monanthes minima subsp. adenoscepes (Svent.) Bañares - Monanthes minima subsp. minima          |
| Monanthes muralis (Webb ex Bolle) Hook.f. — Монантес настенный             |             | Компактный многолетний кустарник, который достигает высоты 8 см. У этого растения сочные листья, ланцетно-яйцевидной формы с тупым концом, длиной около 0,7 мм и шириной примерно 0,4 мм. Соцветие состоит из семи бледно-зеленых цветков. | Канарские острова                              |                                                                                                  |
| Monanthes niphophila Svent.                                                |             | | Тенерифе (Канарские острова)                   |                                                                                                  |
| Monanthes pallens (Webb ex Christ) Christ                                  |             | Многолетнее растение, которое образует небольшие розетки и предпочитает засушливые барранко в расщелинах, преимущественно вертикально ориентированных. Растение может быть одиночным или частично смещенным, а его розетки представляют собой крошечные структуры диаметром около 2 сантиметров. Проявляет высокую изменчивость. | Тенерифе, Гомера, Иерро (Канарские острова)    |                                                                                                  |
| Monanthes polyphylla Haw. typus — Монантес многолистный                    |             | Это травянистое многолетнее растение обладает привлекательной подушковидной формой и создает густые куртины. На вершинах его ветвей располагаются плотные листовые розетки, которые могут быть конической либо яйцевидной формы и имеют диаметр около 1,5 см. Листья этого растения мясистые и сочные, их клиновидная форма позволяет им располагаться очень плотно, похоже на черепицу. Длина листьев составляет около 0,8 мм, а ширина - около 0,25 мм. На кончике листовой пластины и вдоль краев можно заметить сосочки. Цветонос растения вырастает из центральной части листовой розетки и достигает длины около 8 см. Соцветие имеет форму кисти и состоит из 8 цветков коричневато-зеленого цвета. | Канарские острова                              | - Monanthes polyphylla subsp. amydros (Svent.) Nyffeler - Monanthes polyphylla subsp. polyphylla |
| Monanthes praegeri Bramwell                                                |             | | Тенерифе (Канарские острова)                   |                                                                                                  |
| Monanthes purpurascens (Bolle & Webb) Christ                               |             | | Канарские острова                              |                                                                                                  |
| Monanthes silensis (Praeger) Svent.                                        |             | | Тенерифе (Канарские острова)                   |                                                                                                  |
| Monanthes subcrassicaulis (Kuntze) Praeger — Монантес утолщенный           |             | Травянистый многолетний кустарник, который способен образовывать плотные коврики. Густые листовые розетки диаметром 1 см расположены на верхушках стеблей. Листья темно-зеленые, глянцевые и перекрывают друг друга, их длина составляет 1 см. Цветонос достигает 4 см в длину и вырастает из центральной части листовой розетки. Соцветие содержит 5 пурпурных цветков диаметром 1 см. | Тенерифе, Пальма (Канарские острова)           |                                                                                                  |
| Monanthes subrosulata Bañares & A.Acev.-Rodr.                              |             | | Пальма (Канарские острова)                     |                                                                                                  |
| Monanthes wildpretii Bañares & S.Scholz                                    |             | | Тенерифе, рядом с Чинамада (Канарские острова) |                                                                                                  |

Подтвержденные гибриды по данным сайта Plants of the World Online на 2023 год:
- Monanthes × filifolia Bañares
- Monanthes × subglabrata Bañares
- Monanthes × tilophila (Bolle) Christ